# Burgruine Stauf (Haibach ob der Donau)
Die Burgruine Stauf ist die Ruine einer Höhenburg in der oberösterreichischen Gemeinde Haibach ob der Donau im Bezirk Eferding. Die mittelalterliche Anlage wurde im 12. Jahrhundert wahrscheinlich von Wernhard de Stove, einem Vorfahren der Grafen von Schaunberg, gegründet und entwickelte sich von einem hochadeligen Herrschaftsmittelpunkt zum Verwaltungssitz, der von diversen Pflegern übernommen wurde. Erbaut wurde die Burg als Familiensitz, ehe die Schaunberger ihren Hauptsitz auf die Burg Schaunberg verlegten, sodass Stauf fortan nur noch eine Nebenburg der Familie war.
Durch Erbschaft an die Familie von Liechtenstein gelangt, wurde die Anlage mehr und mehr vernachlässigt, denn die Liechtensteiner erbauten mit dem Schloss in Aschach an der Donau einen neuen Herrschaftssitz, den sie bewohnten. Ende des 16. Jahrhunderts verkauften sie die derweil zur Ruine verkommene Burg an die Jörger. Da diese Familie in kaiserliche Ungnade fiel, wurde die Stauf eingezogen und an die Familie von Harrach verkauft, die den Besitz bis in das 20. Jahrhundert hielt.
Die in der Literatur als „Bilderbuchruine“ bezeichnet Burg Stauf inspirierte Richard Billinger zu seinem Gedicht Hoch ragt ein Turm … und Herbert Emmerstorfer zu D’Ruine Stauf.

## Lage und Zugänglichkeit
Die Ruine befindet sich auf einer Höhe von 531 Metern über dem Meer am südöstlichen Ende eines schmalen Bergkammes, der auf der einen Seite ins Aschachtal und auf der anderen in den Zeilerbachgraben abfällt. Sie gehört damit zum Typus der Gipfelburg. Unterhalb der Anlage befindet sich ein Naturreservat mit Eichen-, Hainbuchen-, Schlucht-, Blockhalden- und Buchenwäldern. Der Aufstieg zur Burgruine ist von der Nord- und von der Ostseite möglich.
- Nordseite

Von der B130 (Nibelungenstraße Schlögen-Hartkirchen) weist eine Beschilderung auf eine 40-minütige Gehzeit zur Burgruine Stauf hin.
- Ostseite

Bei der Abzweigung B130 (Nibelungenstraße Schlögen-Hartkirchen)/L1215 (Aschachtal-Bezirksstraße) ist der Aufstieg zur Burgruine Stauf möglich. Dort befindet sich auch ein beschilderter Parkplatz.
Seit 2015 ist die Vorburg nicht mehr zugänglich, der Zugang zur Kernburg ist seit etwa 2010 nur noch zu bestimmten Zeiten möglich.
Eine Aussichtsplattform auf dem Dach des Bergfrieds ermöglicht die Sicht in Richtung Donautal, bei schönem Wetter reicht sie bis nach Linz. In südöstlicher Richtung liegt in Sichtweite die Ruine der Burg Schaunberg.

## Geschichte
Das Wort stauf stammt aus dem Gemeingermanischen und bedeutet Becher ohne Fuß. Die altnordische Ausdrucksweise lautet staup und bezeichnet neben Becher auch Vertiefungen im Weg. Im Oberdeutschen ist eine stauf eine kegelförmige Erhebung.
Urkundlich erschien im Jahr 1125 erstmals ein Wernhard de Stove (Hanhardo de Stoven) aus dem Geschlecht der Julbacher, der sich nach einem Besitz namens Stauf benannte. Er gilt als erster Inhaber dieses bischöflich-passauischen Lehens. 1146 war er immer noch Besitzer, nennt sich zu jener Zeit aber – gemeinsam mit seinem Sohn Heinrich – „von Julbach“. Ab 1161 nennt sich die Familie von Schaunberg, was ein Hinweis darauf ist, dass Stauf nicht mehr als Hauptsitz der Familie genutzt wurde, sondern diese Funktion von der Burg Schaunberg übernommen worden war. Die ersten urkundlichen Nennungen legen nahe, dass die Gründung der Burg in die erste Hälfte des 12. Jahrhunderts zu datieren ist und die kleine Anlage vermutlich noch vor der Burg Schaunberg errichtet wurde. Ihre topografischen Lage deutet darauf hin, dass ihre Aufgabe die Kontrolle der beiden einzigen natürlichen Wege an der rechten Donauseite war.
Während der Schaunberger Fehde (1380–1390), in der es Herzog Albrecht III. von Österreich gelang, dem Streben der Schaunberger nach einem unabhängigen Land ein Ende zu setzen, indem er fast alle ihre Donauburgen besetzen ließ, blieb 1380/81 jedoch ein Versuch des Landesfürsten, auch die Burg Stauf durch Belagerung einzunehmen, erfolglos. Trotzdem musste sich Heinrich von Schaunberg schlussendlich dem Herzog unterwerfen. Im Oktober des Jahres 1383 erklärte er sich in einem Waffenstillstandsabkommen mit Albrecht III. zum Untertan des Herzogs von Österreich und versprach, das passauische Lehen Stauf aufkünden zu wollen, damit es der Bischof anschließend als Lehen an den Herzog vergeben konnte. Nachdem dies geschehen war, gab Albrecht III. die Burg Stauf als erbliches Afterlehen am 17. Oktober 1383 wieder an den Schaunberger zurück. Als es wegen Mauterhebungen 1385/86 erneut zu Kämpfen zwischen Schaunberger und herzoglichen Truppen kam, gelang es Albrecht III. im Zuge dieser Kämpfe auch die Burg Stauf einzunehmen. Ab 1386 stand die durch die Belagerungen schwer beschädigte Burg unter österreichischer Verwaltung, die durch Pfleger wahrgenommen wurde. Im Laufe des 15. Jahrhunderts gelangte die Stauf durch Belehnung aber wieder in den Besitz der Schaunberger. Als Pfleger der Burg wurden seit 1337 urkundlich erwähnt:
- Chunrad der Hauser, Burggraf, 1337
- Ortolf von Hilprechting, 1366
- Hartmann der Marschalk von Maierhofen, 1387
- Tibold Paleitner, 1411–1414 und 1433
- Heinrich Geilspeckh, 1410, 1418 und 1446
- Matthäus Trunt, 1433 und 1437
- Siegmund Stadler, 1438, 1481, 1493, 1497 und 1515
- Kaspar Panicher, 1480
- Johann Emerich Rappan, 1660
- Johann Babtist Goesser, 1814
- Josef Kern, 1841

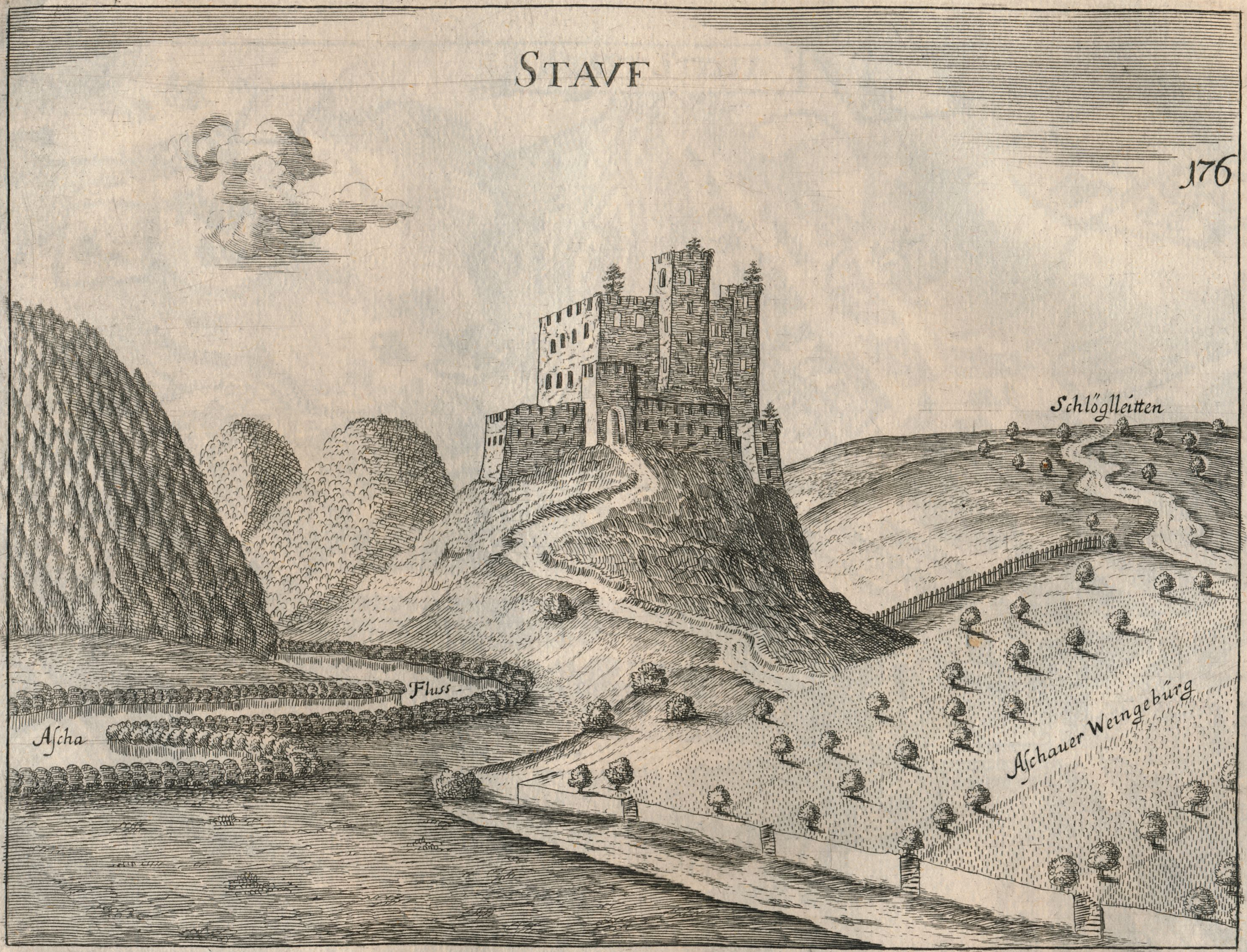
Die Burgruine Stauf auf einem Stich des 17. Jahrhunderts von Georg Matthäus Vischer

Nachdem das Schaunberger Grafengeschlecht mit dem Tod von Wolfgang II. am 12. April 1559 ausgestorben war, folgte ein jahrelanger Erbstreit zwischen den Schauenbergischen Erben und dem österreichischen Herrscherhaus. Letzteres wollte die Burg Stauf als erledigtes Lehen einziehen und neu vergeben, aber nach einer Vereinbarung aus dem Jahr 1383 war auch die Vererbung der Anlage über die weibliche Linie möglich. Eine gütliche Einigung kam erst am 15. August 1572 zustande, in deren Folge der Onkel des letzten Schaunbergers, Wolf von Liechtenstein, und Rüdiger von Starhemberg gemeinsam durch Kaiser Maximilian II. am 13. September 1572 mit der Herrschaft Aschach und somit auch mit Stauf belehnt wurden. Zwei Jahre zuvor war die Burganlage indes durch einen Brand zum großen Teil zerstört worden. Sie galt danach als unbewohnbar, sodass Wolf von Liechtenstein noch im gleichen Jahr mit dem Bau eines neuen Herrschaftssitzes in nahe gelegenen Aschach an der Donau, dem Schloss Aschach, begann. Bis zu jenem Datum hatte dieser Ort zur Herrschaft Stauf gehört, fortan gehörte die Ruine Stauf zur neu benannten Herrschaft Aschach. Diese fiel mitsamt der Burgruine und anderen Besitzungen bei einer Erbteilung am 4. Juni 1574 der Familie von Liechtenstein zu. Nach Wolfs Tod folgte ihm im Juli 1586 als Lehnsnehmer sein Schwiegersohn Adam von Sternberg, der Wolfs Tochter Magdalene geheiratet hatte. Als das Paar aber schon kurz nach der Belehnung kinderlos starb, kam die Burg Stauf im Februar 1587 gemäß testamentarischer Verfügung Wolfs an einen Georg Erasmus von Liechtenstein und nach dessen Tod im Juni 1592 an Hans Septimus von Liechtenstein. Dieser verkauften den Besitz mit kaiserlicher Einwilligung im Jahr 1593 an Helmhard Jörger, dem nach seinem Tod 1596 sein Bruder Wolfgang folgte.
Die Jörger gehörten dem Protestantismus an. Einige ihrer Mitglieder beteiligten sich an einem Aufstand der Ob der Ennsischen Stände gegen Kaiser Ferdinand II. und seine gegenreformatorischen Bestrebungen. Karl Jörger, damaliger Besitzer der Burg Stauf, war einer ihrer Rädelsführer. Er wurde 1620 von den ins Land geholten bayrischen Truppen der Katholischen Liga gefangengesetzt und seine Güter vom Kaiser konfisziert. Er starb 1623 im Verlies der Veste Oberhaus an den Folgen von Folterungen. Bereits 1622 hatte Ferdinand II. die Herrschaft Aschach samt der Burgruine Stauf an seinen Gefolgsmann und engen Berater Karl von Harrach verkauft, nachdem das Haus Habsburg die oberösterreichischen Lehen der Jörger als Strafe für deren Beteiligung an den Aufständen gegen den Kaiser nicht mehr erneuert hatte. Den Reichsfürsten von Harrach gehörte die Ruine bis in das 20. Jahrhundert. Heute ist sie Eigentum der Familie Dreihann-Holenia.
Schon vor dem Ersten Weltkrieg bemühte sich Graf Alfred Harrach um die Sanierung der Burgmauern. 1945 übernahm der Eferdinger Heimatbund zusammen mit der Dreihann’schen Forst- und Gutsverwaltung die Instandhaltung. Sie montierten in der Zeit 1968 bis 1970 und 1973/74 sowie 1976/77 mit vielen freiwilligen Helfern und der Bauhütte Linz unter Karl Leitl auf dem Turm ein stabiles Dach und machten ihn damit wieder begehbar. 1989 entstand der Verein zur Rettung der Burgruine Stauf, der die Ruine betreut und versucht, den Verfall der Mauern aufzuhalten.

## Beschreibung

Grundriss der Burgruine

Bei der Burg Stauf handelt es sich um eine kleine mittelalterliche Anlage, deren Kernburg einen Bergfried sowie einen Palas umfasst und auf einem ca. 12,5 × 25 Meter großen Felsplateau steht. Östlich davon liegen die Reste einer großen Vorburg. Ein kleines Plateau nordwestlich der Anlage deutet darauf hin, dass dort früher einmal ein Vorwerk existierte. Im Südosten ist die Burg durch einen sechs Meter tiefen Abschnittsgraben gesichert.
Die Mehrheit des aus Bruch- und Lesesteinen errichteten, schmucklosen Mauerwerks stammt wahrscheinlich aus der ersten Hälfte des 14. Jahrhunderts, lediglich im Fundament des Hauptturms hat sich ein kurzer Abschnitt aus dem 12./13. Jahrhundert erhalten. Die verwendeten Bruchsteine aus Gneis wurden westlich und östlich der Anlage aus dem Burgfelsen abgebaut. Die erhaltenen Gewände sind aber aus Granit gefertigt.

### Vorburg

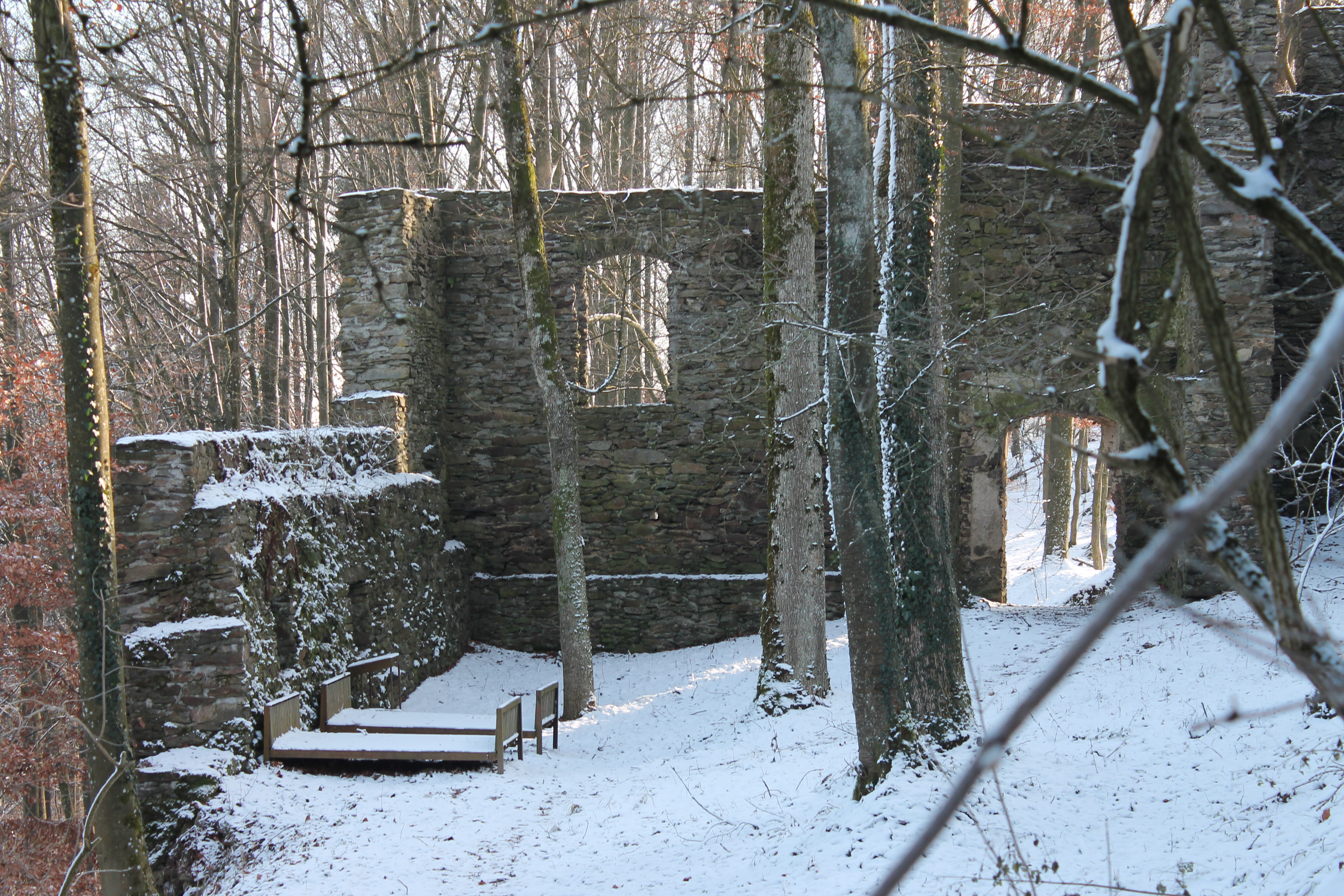
Reste der Vorburg

Zugang zur Burganlage gewährt ein drei Meter breites und sechs Meter hohes Tor mit gotischer Form in der zwei Meter dicken, schildmauerartig ausgebildeten Nordmauer der Vorburg. Sein Giebelbogen hat starke Ähnlichkeit zu jenem der Burg Hardegg im Waldviertel. Zwei stichbogige Fensteröffnungen über dem Tor deuten darauf hin, dass sich dort früher möglicherweise die Stube des Torwarts befand. Hinter dem Tor befindet sich das etwa 20 × 45 Meter große Vorburgareal, dessen Ringmauer im Osten fast vollständig eingestürzt ist. Die noch stehenden Reste besitzen eine Höhe von neun Metern. Maueransätze entlang des Berings im südöstlichen Bereich der Vorburg lassen vermuten, dass dort früher Wirtschaftsgebäude gestanden haben. Eine kleine Ausfallpforte in der Südmauer führte wohl zu einem Holzsteg über den dort befindlichen Abschnittsgraben.

### Kernburg
Von der Vorburg führt eine steile Treppe mit 49 Stufen zur sieben Meter höher gelegenen Kernburg. Sie ist über ein Tor in der Ostmauer zu betreten. Diese ist 15 Meter hoch und besitzt einen Mordgang. Gleiches gilt für die Westmauer der Hauptburg. Mauerreste auf der zur Vorburg zeigenden Seite der Ostmauer stammen vielleicht von einem früheren Torbau.
Den nördlichsten Punkt des Kernburgbereichs markiert der 21,67 Meter hohe, wohnturmartige Bergfried, wobei dieser nicht mehr seine ursprüngliche Höhe aufweist. Seine vier Geschoße erheben sich auf einem sechseckigen Grundriss, wobei das Innere in den beiden unteren, fensterlosen Stockwerken jeweils nur einen einzigen, nahezu quadratischen Raum mit Spitztonnengewölbe aufnimmt. Somit besitzt der Turm auf der Seite möglicher Angriffe im Norden eine Mauerstärke von fünf Metern. Zusätzlich sind seine äußeren Kanten mit Eckquadern armiert und die länglichen Fensterschlitze von Steingewänden eingefasst. Die ehemals über einen Hocheingang erreichbaren beiden obersten Geschoße besitzen große Fensternischen mit Sitzbänken, die anzeigen, dass die oberen Turmetagen bewohnbar waren.
Der südliche Bereich des Kernburg wird von einem ca. 9 × 18 Meter großen Palas eingenommen. Seine Mauern sind drei Geschoße hoch und besitzen im oberen Bereich große Fenster. Die südliche und westliche Außenmauer sind von Zinnen bekrönt. Von der ehemaligen Wohnfunktion des Gebäudes zeugt noch ein Abtritt.